# Agrias pretiosa
Agrias pretiosa är en fjärilsart som beskrevs av Peter William Michael 1927. Agrias pretiosa ingår i släktet Agrias och familjen praktfjärilar. Inga underarter finns listade i Catalogue of Life.